# Expedice 47
Expedice 47 byla sedmačtyřicátou expedicí na Mezinárodní vesmírnou stanici (ISS). Expedice trvala od 2. března 2016 až do 18. června téhož roku. Byla šestičlenná, tři členové posádky přešli z Expedice 46, zbývající trojice, která na ISS přiletěla v Sojuzu TMA-20M 19. března, pak přešla do Expedice 48.
Sojuz TMA-19M a Sojuz TMA-20M sloužily expedici jako záchranné lodě.

## Posádka
| Pozice          | 1. část (březen 2016)                  | 2. část (březen – červen 2016)         |
| --------------- | -------------------------------------- | -------------------------------------- |
| Velitel         | Timothy Kopra, (2) NASA                | Timothy Kopra, (2) NASA                |
| Palubní inženýr |                                        | Alexej Ovčinin, (1), Roskosmos (CPK)   |
| Palubní inženýr |                                        | Oleg Skripočka, (2), Roskosmos (CPK)   |
| Palubní inženýr |                                        | Jeffrey Williams, (4) NASA             |
| Palubní inženýr | Jurij Malenčenko, (6), Roskosmos (CPK) | Jurij Malenčenko, (6), Roskosmos (CPK) |
| Palubní inženýr | Timothy Peake (1), ESA                 | Timothy Peake (1), ESA                 |

V závorkách je uveden dosavadní počet letů do vesmíru včetně této mise.
Zdroj pro tabulku: ASTROnote.
Záložní posádka:
- Kathleen Rubinsová, NASA
- Sergej Ryžikov, Roskosmos (CPK)
- Andrej Borisenko, Roskosmos (CPK)
- Robert Kimbrough, NASA
- Anatolij Ivanišin, Roskosmos (CPK)
- Takuja Óniši, JAXA